# Melanostoma infuscatum
Melanostoma infuscatum är en tvåvingeart som beskrevs av Becker 1909. Melanostoma infuscatum ingår i släktet gräsblomflugor, och familjen blomflugor. Inga underarter finns listade i Catalogue of Life.